# Зайцево (Крестецкий район)
За́йцево — деревня в Крестецком районе Новгородской области. Административный центр Зайцевского сельского поселения.

## География
Деревня Зайцево расположена на берегу реки Работка, на автодороге М10 «Россия», в 27 км посёлка Крестцы, в 50 километрах к востоку от Великого Новгорода.

## История

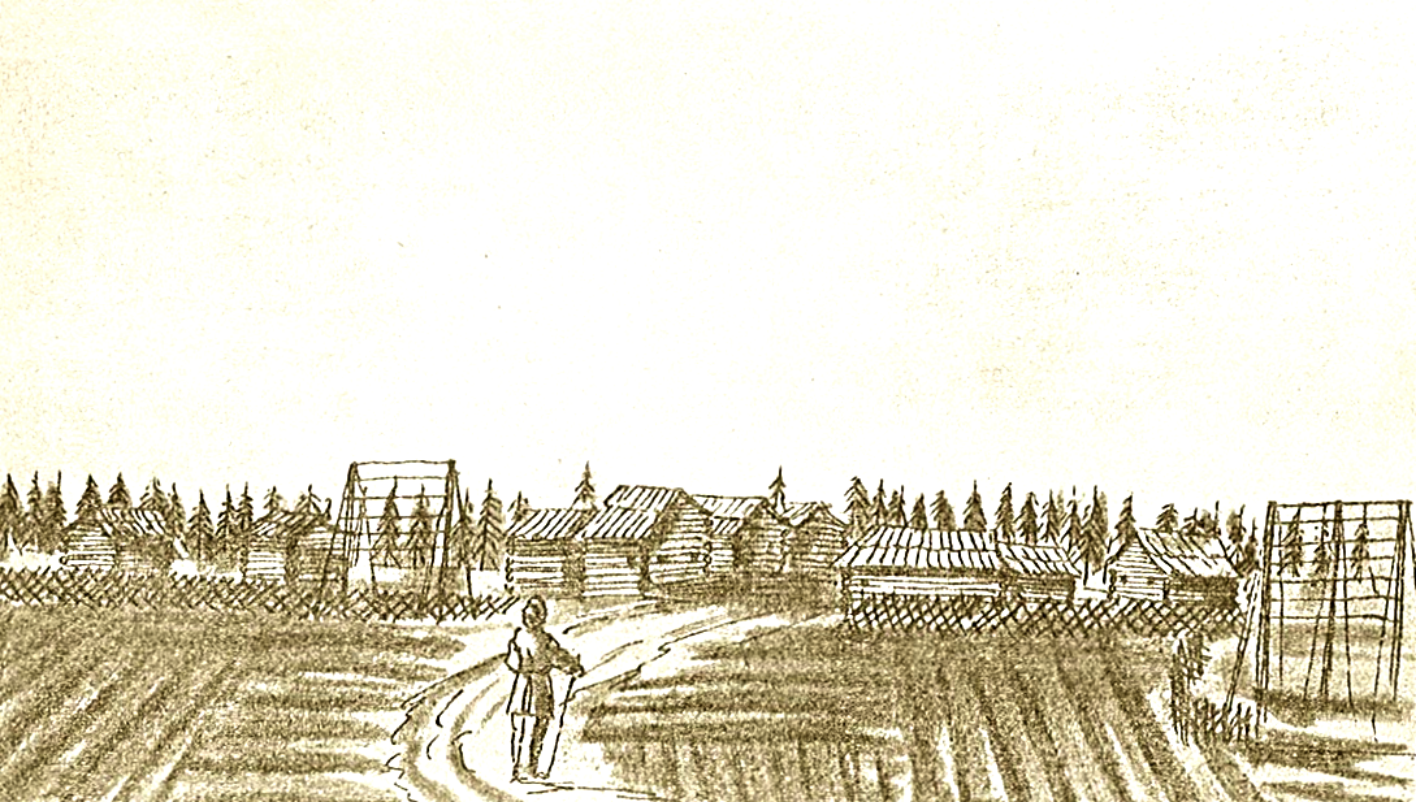
Деревня Зайцево Новгородской области в 1660-е гг. Альбом А. Мейерберга

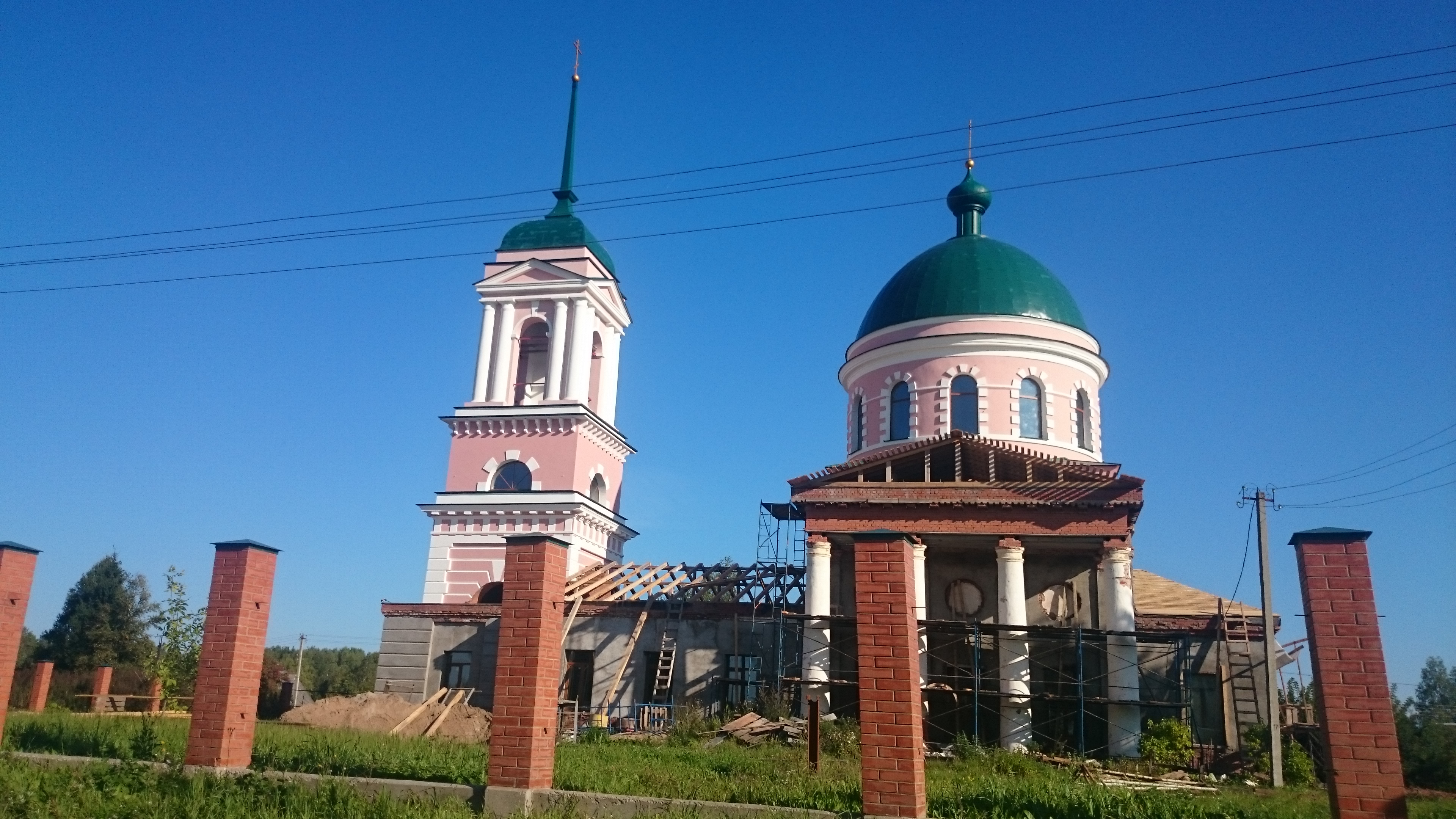
Церковь

В XV веке деревня Зайцево находилась в Тюхольском погосте Деревской пятины Новгородской земли.
На закате Новгородской боярской республики Зайцево принадлежало крупному новгородскому землевладельцу Никите Гузнищеву.
В 1495 деревня Зайцево (5 дворов, 4 обжи) была оброчной деревней великого князя Ивана III.
В 1776—1792, 1802—1922 село Зайцево находилось в Крестецком уезде Новгородской губернии.
Крупное село Зайцево отмечено на картах 1787, 1788(лист 27), 1799, 1808, 1816, 1821, 1825, 1829, 1826—1840, 1837, 1844 годов.
Село упоминается в романе Александра Радищева «Путешествие из Петербурга в Москву» в главе Зайцово.
С начала XIX века до 1922 Зайцево — центр Зайцевской волости Крестецкого уезда.
В 1908 в крупном селе Зайцево было 127 дворов с домами, проживало 642 человека. Имелись церковь, школа, волостное правление, почтовая станция, ямская станция, 4 мелких лавки, 3 трактира, винная лавка.
В 1927—1932, 1941—1963 Зайцево — в Мстинском(Бронницком) районе.
В 1930 в Зайцево было 170 дворов с населением 751 человек.
В 1932—1941 и с 1965 Зайцево — в Крестецком районе.

## Население
В 1897 — 562.
В 1908 — 642.
В 2002 — 405.
| 2010 | 2013 |
| ---- | ---- |
| 338  | ↗403 |

В 2011 — 393, в 2012 — 386, в 2013 — 403.

## Достопримечательности
- Церковь Уверения Фомы в Воскресении Христовом — одна из святынь Новгородского края, построена в 1836 году.

В зимней церкви было два придела: южный – во имя Покрова Пресвятой Богородицы, северный – во имя Святого Чудотворца Николая. В холодной церкви был один придел – во имя Уверения Фомы в Воскресении Христовом, по имени которого и называлась вся церковь. Летняя церковь открывалась с Пасхи. Вся церковь была расписана красивой греческой живописью.
В 1938 церковь была закрыта, сняты кресты, сброшены колокола, уничтожена роспись храма. Здание приспособили под сельский клуб и библиотеку.
Во время Великой Отечественной войны церковь значительно пострадала. В результате бомбардировок в куполе и верхних ярусах колокольни появились трещины.
В 1944 и 1947 группы верующих возбуждали ходатайство об открытии церкви, но оба раза им в этом было отказано.
В 1950-е аварийные части церкви (верхние яруса колокольни, барабан и северный портик) были разобраны.
С 1980-х до 2009 в здании церкви находился Дом культуры. В это время с северной стороны была пристроена небольшая кирпичная пристройка для хозяйственных нужд.
В 2009 здание церкви было передано Новгородской Епархии.
В 2012 началась работа по восстановлению церкви, планируется восстановить первоначальный вид.
В 2014 состоялось воздвижение Креста на центральный купол храма.